# Droit laotien
Le droit laotien est l'ensemble des normes constitutionnelles et législatives s'appliquant au Laos.

## Histoire

### Royaumes bouddhistes
La première version attestée des lois de Khun Borom (en) date de 1422, modifiée plus tard sous l'influence du bouddhisme theravāda devenu religion d'État vers le milieu du XVe siècle. Le code Kotmai promulgué pendant le règne de Photisarath et le code Khamphi Phathammasat Luang pendant celui de Surinyavongsa se réfèrent aux cinq préceptes bouddhistes. Un principe constant dans les différents régimes est que le roi est censé punir les criminels en fonction de leur statut social et de celui de la victime. La peine de mort est généralement limitée à des crimes graves tels que le meurtre de hauts fonctionnaires par une personne de rang inférieur. Les amendes sont la peine la plus courante. Les visiteurs européens au Laos aux XVIIe siècle et XIXe siècle ont décrit une mauvaise administration de la justice, mais ont admiré le respect des lois au sein de la population rurale.

### Colonisation française
Sous le protectorat, les codes de droit traditionnels restent initialement en vigueur, mais le Tribunal du Commissaire du Gouvernement, sous contrôle français, se réserve le droit de juger les crimes les plus graves. En décembre 1905, les puissances coloniales créent une commission pour transformer le droit lao et le mettre en conformité avec le Code Napoléon. Les codes pénal, procédural et civil résultants sont promulgués en 1908, mais contiennent des contradictions internes dans les lois qui mènent à une certaine impraticabilité. Un exemple des écarts au sein de la législation est que la peine encourue en cas de vol est de quinze à vingt ans de travail forcé, alors qu'un viol est puni d'une amende de 14 piastres.
Les efforts pour codifier les lois lao sont redoublés en 1917. Cinq Codes sont adoptés par décret le 20 novembre 1922, mais leur application est remise à plus tard en attendant que ces textes soient révisés, simplifiés, et traduits en Lao, ce qui est achevé en octobre 1927. Un exemple de changement fondamental est la nouvelle distinction absolue entre les infractions civiles et les infractions pénales. En 1924, une nouvelle commission est créée afin de codifier plus précisément le statut des bonzes, qui dans la tradition bouddhiste obéissent à des règles séparées, le vinaya. Ainsi, à partir de 1928, tous les monastères sont obligés de se désigner un chef, organisés en une hiérarchie nationale centralisée, sur le modèle de la réforme de 1902 en Thaïlande, à l'exception qu'au Laos, le sommet de la pyramide est désormais le Commissaire du Gouvernement, représentant la France. Dans l'ensemble, les innovations de cette période en matière de droit religieux sont négociées entre les élites autochtones et coloniales.

### Indépendance
Les différents codes hérités du régime colonial sont révisés lorsque le Laos obtient l'indépendance en 1953, et à nouveau modifiés dix ans plus tard. Dans la pratique, le système juridique traditionnel continue de fonctionner dans les campagnes, et les tribunaux officiels traitent surtout les litiges en ville entre personnes non lao.

## Sources du droit

### Constitution
La Constitution est la norme fondamentale du Laos. La première Constitution a été adoptée le 14 août 1991 par l'Assemblée suprême du peuple, plus haure instance législative du pays.

### Législation
Le pouvoir législatif est confié à l'Assemblée nationale.

### Règlements
Le président de la République peut adopter des décrets.

## Sources

## Compléments